# Jakob Grob
Jakob Grob, född 28 mars 1939 i Obstalden, är en schweizisk före detta roddare.
Grob blev olympisk bronsmedaljör i fyra med styrman vid sommarspelen 1968 i Mexico City.